# Amanda Dlamini
Pour les articles homonymes, voir Dlamini.
Amanda Sinegugu Dlamini, née le 22 juillet 1988, est une footballeuse internationale sud-africaine. Elle joue en faveur de l'université de Johannesburg. Elle est sélectionnée en équipe d'Afrique du Sud lors des Jeux olympiques d'été de 2012 puis de 2016. 

## Biographie
Dlamini naît à Harding dans le KwaZulu Natal. Elle commence à jouer au football en 1999 pour une équipe de garçons, les Young Callies.

### Carrière en club
En club, Dlamini joue avec les Durban Ladies, puis pour l'Université de Johannesbourg.

### Carrière internationale
Elle fait ses débuts au sein de l'équipe nationale senior en 2007, lors d'une défaite 5-0 contre le Nigeria, en qualifications olympiques. Elle marque son premier but international contre les Pays-Bas. Elle fait partie des sélections médaillées de bronze et d'argent aux championnats d'Afrique féminins 2010 et 2012. Au championnat de 2010, elle se voit même nommée meilleure joueuse du tournoi. Elle officie comme capitaine de l'équipe nationale entre 2011 et 2013.
Elle devient la cinquième joueuse de football à atteindre le cap des 100 sélections en faveur de l'Afrique du Sud, après un match amical contre les États-Unis en juillet 2016, derrière Janine van Wyk, Nompumelelo Nyandeni (en), Portia Modise et Noko Matlou. Avant le match, elle déclare : "J'ai toujours rêvé de jouer pour l'équipe nationale, je n'ai jamais voulu faire autre chose que de jouer au football. Je suis ce que je suis aujourd'hui à cause du jeu. J'ai tellement donné au jeu et me voir si proche des 100 sélections me rend très émue". Dans le même match, la gardienne américaine Hope Solo obtient d'ailleurs sa centième casquette en faveur des États-Unis.

## Vie privée
En 2012, elle fonde la Fondation Amanda Dlamini pour filles, afin de fournir une aide de base aux filles habitant dans les zones rurales.

## Palmarès
- Finaliste de la Coupe d'Afrique des nations en 2012 avec l'équipe d'Afrique du Sud
- Troisième de la Coupe d'Afrique des nations en 2010 avec l'équipe d'Afrique du Sud